# 西部戦線 (アメリカ独立戦争)
西部戦線（せいぶせんせん、英: Western theater）は、アメリカ独立戦争の間にアパラチア山脈の西側の地域（後の北西部領土）とケンタッキー、テネシー、およびミズーリで行われた一連の戦闘である。この戦線では、デトロイトに駐屯していたイギリス軍と北米インディアンが同盟を組み、オハイオ川南東のアメリカ開拓者達との戦いが行われた。アメリカ合衆国の独立との連動性が希薄な世界になっており、1783年のアメリカとイギリスの停戦後もインディアンと開拓者の抗争が続いた。

## 背景
1775年にアメリカ独立戦争が始まった時点で、アメリカ植民地とオハイオ領土の北米インディアンの間の境界は暗黙的にオハイオ川となっていた。この境界線の根拠は1763年宣言であり、イギリスの植民者がアパラチア山脈の西に移住することを禁じたものだった。イギリス政府は、フレンチ・インディアン戦争(1754年-1763年)の後に、フランスから新たに獲得した広大な領地でインディアンと開拓者の間に紛争が起こらないように宣言を発行した。しかし、アメリカの開拓者やイギリスの土地投機家達がこの制限に異議を唱えたので、イギリス政府は北米インディアンと2つの条約、1768年のスタンウィックス砦条約とハードレイバー条約を結び、オハイオ川の南に開拓者が入ることを認めた。これによってイギリス政府と開拓者の間の西部の土地政策に関する緊張関係は弱まった。
オハイオ渓谷で実際に生活し狩猟を行っていたインディアンの大部分、ショーニー族、ミンゴ族、デラウェア族、ワイアンドット族は、1768年の条約に何の相談も受けていなかった。イギリスに自らの土地を売ったイロコイ族に憤激したショーニー族は、西部インディアンの同盟を結成し、彼らの土地を失うことを防止する活動を始めた。イギリスとイロコイ族の役人は、ショーニー族を外交的に他のインディアン部族から孤立化させるように働きかけ、1774年に起こったダンモアの戦争の時、ショーニー族は同盟族が少ないままバージニア植民地の民兵に敵対するはめになった。この戦いでバージニア側が勝ち、ショーニー族はオハイオ川を境界と認めざるを得なくなった。ショーニー族とミンゴ族の酋長達はこの条件を不服としていたので、1775年のアメリカ独立戦争の開始から間もなく、新たな戦いを始めた。

## 1775年 - 1776年  中立勢力と小さな抗争
独立戦争の開戦当初、イギリスも13植民地の大陸会議も西部の北米インディアンを戦争の局外に置こうとしていた。1775年10月、ピット砦でアメリカ植民地とインディアンの指導者達が会合し、その前年のダンモアの戦争で作られた境界線を確認し合った。イギリスの支援がないままに、ショーニー族のチーフ・ブラックフィッシュやミンゴ族のプラッギーといった酋長達がケンタッキーに侵攻し、入植者達を追い払おうとした。バージニア植民地の知事パトリック・ヘンリーは、オハイオのプラッギーの集落を攻撃することで報復措置を取ろうとしたが、バージニアの民兵が中立のインディアンも敵対的なインディアンも見分けが付かないために、中立であるデラウェア族やショーニー族を敵に回してしまう事態を恐れ、遠征を思いとどまった。それにも関わらず、デラウェア族やショーニー族は戦いに参加するかしないかのどちらかに別れていった。デラウェア族のホワイトアイやショーニー族のコーンズトークは中立を守り、デラウェア族のバッコンガヘラズやショーニー族のブルージャケットはアメリカ植民地に敵対することになった。
ケンタッキーでは孤立した開拓者や猟師がしばしば攻撃の目標にされ、多くは東部に戻らざるを得なくなった。1776年の春には、200名足らずの植民地人がケンタッキーに残っており、要塞化された開拓地であるブーンズボロ、ハロズバーグ、ローガン基地に入っていた。1776年12月、プラッギーがマクレランズ・ステーション、現在のジョージタウンへの攻撃で戦死した。

## 1777年　戦火の拡大

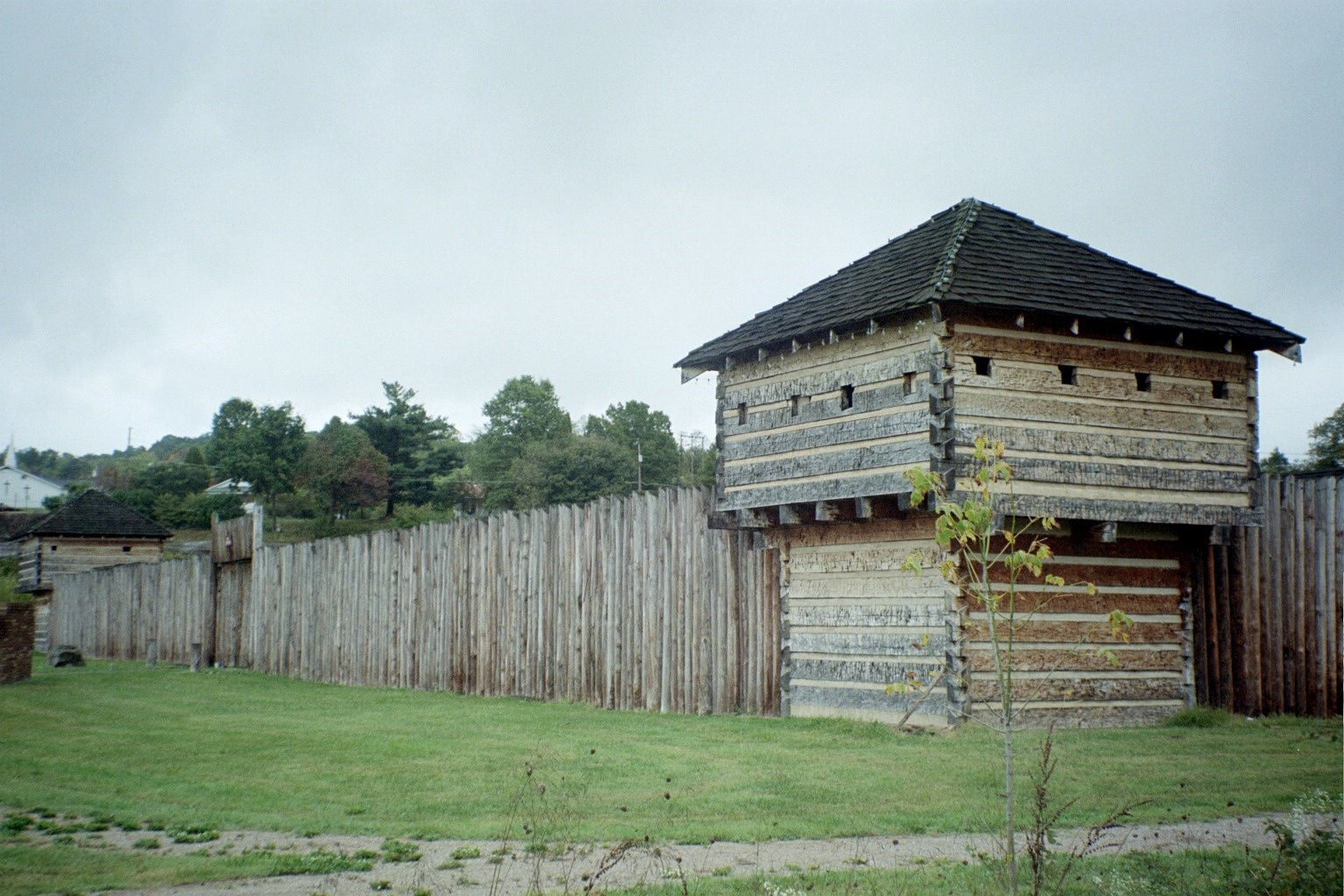
復元されたランドルフ砦、 1776年アメリカ植民地人がオハイオ川沿いに造った。ワイアンドット族のハーフキングであったダンクヮットが1778年5月に砦を包囲した。

1777年、イギリス軍はカナダを発してサラトガ方面作戦を開始した。北東部の作戦のために戦略的陽動行動をとるため、デトロイトにいた役人がインディアンを徴兵し武器を与えてアメリカ開拓者を襲わせ始めた。現在のケンタッキー、ウエストバージニア、ペンシルベニアで数知れないアメリカ開拓者が襲われ殺された。1777年11月、中立の主唱者だったショーニー族のコーンズトークが、憤激したアメリカ民兵に殺された後は、緊張関係が強く脹れ上がった。暴力が行使されているにも拘わらず、多くのオハイオ・インディアンはまだ戦争とは別の世界にあろうとした。しかし、彼らがデトロイトのイギリス軍とオハイオ川沿いのアメリカ植民地との間に住んでいる以上、それは難しい問題だった。

## 1778年 - 1779年  アメリカ人の進出
独立戦争の初期、バージニア植民地は西側境界をオハイオ川沿いの3つの砦、ピット砦、ヘンリー砦、ランドルフ砦に守備隊を置いて守ろうとしていた。しかし防衛線が長く実効が上がらなかった。北米インディアンが襲って来るときは、砦の間を抜けて来るだけだった。1778年にアメリカ人は西側境界を確保するために攻撃的作戦が必要であると決断した。

### ピット砦問題
オハイオへの最初のアメリカ植民地軍の遠征は大失敗だった。1778年2月、冬季にも拘わらずエドワード・ハンド将軍がペンシルベニア民兵500名を引き連れクヤホガ川沿いのミンゴ族集落を急襲した。そこではイギリス軍が軍需物資を保管し、インディアン襲撃隊に配給していた。しかし悪天候に阻まれて目的地まで達しなかった。帰路にハンドの部隊の者数人が平和的インディアンであるデラウエア族の集落を襲って男性1人と数人の婦女子を殺害した。この中にはデラウェア族の酋長キャプテンパイプの縁戚が含まれていた。非戦闘員のみが殺されたために、この遠征隊は軽蔑的に「女々しい攻撃隊」と言われた。
無法な民兵の行動に加え、ピッツバーグ近辺の王党派市民がハンド問題の輪を大きくした。1778年3月、イギリス軍との結びつきが強かった3人の男と北米インディアン達がピッツバーグを離れて、イギリス軍と同盟インディアンの側に寝返った。3人とは「女々しい攻撃隊」を誘導した通訳サイモン・ガーティ、その地域の貿易商人マシュー・エリオット、イギリス・インディアン部局のアレクサンダー・マッキーだった。3人ともに戦争中イギリス軍の価値ある工作員となった。多くの批判を浴び、また寝返りを許したことを大陸会議に調査問責され、ハンドは1778年5月に辞任した。

### 協定作りと砦造り
1777年の戦火拡大に続いて、西部辺境のアメリカ植民地人は大陸会議に保護を願い出た。大陸会議の委員会は調査の後に、1778年初め、大陸軍の2個連隊を西部に駐屯させることを推奨した。また、アメリカ開拓地にインディアンが侵略してくることに対して砦の防御線が効果を発揮していないため、委員会はオハイオ川のインディアン居留地側に砦を築くように要求した。最初の新造砦は大陸軍がデトロイトに対する遠征を行うことができるようになることも期待されていた。
オハイオ地方に砦を築くために、アメリカ植民地人はデラウェア族インディアンの承認を求めた。1778年9月、アメリカ植民地人はデラウェア族と交渉しピット砦の協定を結んだ。これでタスカラワス川沿いにローレンス砦を築くことが可能になった。しかしこの計画は不首尾に終わった。先の協定の交渉相手であったデラウェア族の酋長ホワイトアイズが、1778年にアメリカの民兵に殺害されたということだった。ホワイトアイズのライバルだったキャプテンパイプが突然アメリカ植民地人との同盟を捨て、西のサンダスキー川に移動し、そこでデトロイトのイギリス軍からの支援を受け始めた。この時点で、東のペンシルベニアやニューヨーク植民地北部での戦闘が過熱し、大陸会議はデトロイトに対する作戦に人を割けなくなってきた。ローレンス砦は1779年に放棄された。

### クラークのイリノイ方面作戦
1778年遅く、若きバージニア民兵士官ジョージ・ロジャース・クラークが、イギリス軍の防御が手薄なイリノイ地方を攻略する作戦を開始した。1778年7月4日、志願兵の1個中隊を指揮したクラークは、イリノイ地方の主要駐屯地カスカスキアを占拠した。さらにビンセンズ基地を降伏させたが、ビンセンズはデトロイトのイギリス軍指揮官ヘンリー・ハミルトン将軍に取り返された。1779年2月、クラークは冬季にも拘わらず再びビンセンズを急襲し今度はハミルトンを捕虜にした。
アメリカの辺境に住む人たちには、ハミルトンは「髪買い将軍」として知られていた。というのもハミルトンがインディアンにアメリカの市民を殺して頭皮を剥ぐように指示していると信じられていたからである。このためにトーマス・ジェファーソン知事はバージニアのウィリアムズバーグにハミルトンを連行し、戦争犯罪人として裁判に掛けた。しかし、イギリス軍がアメリカ人捕虜に報復措置を取ると脅かしたので、1781年にジェファーソンが折れて、ハミルトンと捕虜の交換に応じた。

## 1780年　イギリス軍とインディアンの攻勢
次の数年間、両陣営ともに入植地を攻撃目標にした戦いを繰り返した。1780年、何百人ものケンタッキー入植者が、イギリス・インディアン連合によるケンタッキー遠征で殺され捕虜にされた。1780年8月、ジョージ・ロジャース・クラーク率いる遠征隊が、マッド川沿いの2つのショーニー族集落を破壊したが、戦況を変えるまでには至らなかった。
5月下旬、スペインが領有していたセントルイスが、大半はインディアンで構成されるイギリス軍に攻撃されたが、スペイン人とフランス人クレオールからなる混成部隊でうまく防ぐことができた（セントルイスの戦い）。セントルイスの現在の中心街にある石造りの塔、サンカルロス砦がこの防御の中心だった。
イリノイではフランス人士官オーガスタン・ド・ラ・バルメが、デトロイト砦攻略のためにフランス人住人による民兵隊を招集した。この部隊は11月にマイアミ族酋長リトルタートルの部隊に打ち破られた。これと同じ時にほとんど打ち捨てられていたセントジョセフ砦がカホキアから来たアメリカ人に襲撃された。しかしこのアメリカ人隊はその帰路のプティ砦近くでイギリス王党派とインディアンたちに襲われた。

## 1781年
セントルイスにいたスペイン総督フランシスコ・クルサートはセントジョセフ砦を抑えるために約140名のスペイン兵とアメリカ・インディアンの部隊を派遣し、1781年2月12日に占領して略奪した。

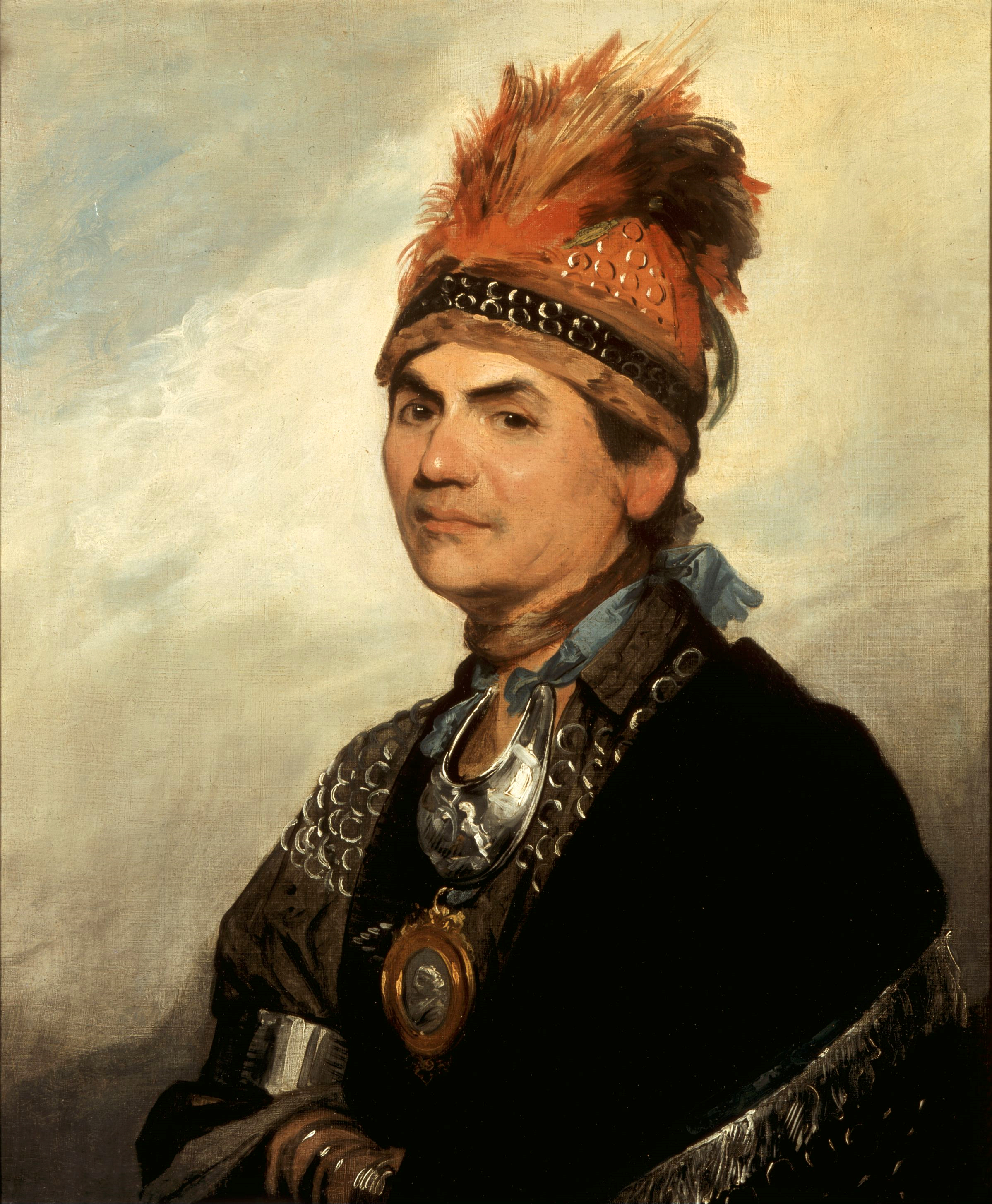
ジョセフ・ブラント、ブラントがロクリー大佐の部隊を襲ったことで、ジョージ・ロジャース・クラークのデトロイト攻撃計画を終わらせた。

1780年遅く、クラークは東部に旅して、バージニア知事トーマス・ジェファーソンと1781年の遠征について相談した。ジェファーソンはクラークが2,000名の兵士を率いてデトロイトを攻撃する案を授けた。しかし、十分な志願兵を募ることが大変だった。この戦争当時、ほとんどの民兵は自分の故郷の近くに留まる方を好み、遠方への作戦行動には興味を示さなかった。さらにダニエル・ブロードヘッド大佐が、そのすぐ前にアメリカ植民地軍に反旗を翻したデラウェア族に対する遠征を行うためという理由で、彼の配下の兵士を分けることを拒んだ。ブロードヘッド大佐は1781年4月、オハイオ地方に進軍しデラウェア族の中心地コショクトンを破壊したが、このことでデラウェア族は確実に敵に回り、クラークのデトロイト方面作戦に必要な兵士も物資も確保できなくなった。デラウェア族の大半はサンダスキー川の好戦的な町に逃げた。
1781年8月にクラークがやっとピット砦を発った時、彼の配下は400名に過ぎなかった。8月24日、彼の分遣隊100名が、オハイオ川の近くで西部モホーク族の一時的指導者ジョセフ・ブラント率いるインディアンの待ち伏せを受けた（ラフリーの敗北）。この時のブラントの勝利でクラークのデトロイト攻撃の試みは挫折した。
サンダスキー川沿いにある好戦的集落とアメリカ植民地軍のピット砦の間には、幾つかのキリスト教デラウェア族の村があった。これらの村はモラビア派宣教師デイビッド・ツァイスバーガーとジョン・ヘッケウェルダーによって治められていた。宣教師達は非戦闘員ではあったが、アメリカ植民地側の考え方に好意的であり、敵対するイギリス軍やインディアンの行動に関する情報をピット砦の指導部に教えていた。これに対し、1781年9月、サンダスキーのワイアンドット族やデラウェア族がキリスト教デラウェア族と宣教師達を強制的にサンダスキー川の新しい村（捕虜収容所）に移住させた。

## 1782年　流血の年
1782年3月、デイビッド・ウィリアムソン中佐指揮下の160名のペンシルベニア民兵がオハイオ地方に入り、ペンシルベニア開拓者達を襲い続けているインディアンの戦士を見つけようとした。インディアンによる白人女性やその赤ん坊の陰惨な殺戮に怒りを覚えていたウィリアムソンの部隊は、グナデンヒュッテンの村で約100人のキリスト教デラウェア族を拘束した。キリスト教デラウェア族は捕虜収容所からグナデンヒュッテンに戻り、残していた穀物の収穫を行おうとしていた。ペンシルベニア民兵はキリスト教デラウェア族が開拓者達を襲い続けているインディアンを助けていたとして、ほとんど婦女子ばかり100名をハンマーで頭を割って殺してしまった。
次に、引退していたウィリアム・クロウフォード大佐が大部分ペンシルベニア出身の志願民兵480名を引き連れ、インディアンを急襲することを目的に北米インディアンの領地深く進入した。しかし、インディアンとデトロイトのイギリスの同盟軍は、前もってこの遠征のことを知っており、アメリカ植民地軍に対抗するために約440名をサンダスキー川に派遣した。戦闘が1日間だけ行われ決着はつかなかったが、アメリカ植民地軍は包囲されていることを悟り、退却を試みた。その退却は壊走に変わったが、多くの者が何とかしてペンシルベニアに戻った。結局70名のアメリカ植民地軍が殺され、イギリス軍もインディアンも被害は最小だった（クロウフォード遠征）。
この退却の最中にクロウフォードと多くの彼の配下の者が捕虜になった。インディアンは、その年の前半にあったグナデンヒュッテンの虐殺で約100名の非戦闘員がペンシルベニア民兵に殺されたことに対する報復としてこれら捕虜の多くを処刑した。クロウフォードの処刑は特に残酷だった。彼は少なくとも2時間拷問された後に火炙りにされた。
クロウフォード遠征隊の失敗はアメリカ開拓者の間に警鐘を鳴らした。彼らはインディアンがその勝利によって大胆となり新たな攻撃をするのではないかと恐れた。アメリカ人にとってこれ以上の敗北はその後も無かったのだが、アパラチア山脈以西の開拓者達にとって、1782年は「流血の年」と呼ばれることになった。1782年7月13日、ミンゴ族の酋長グヤスタが約100名のインディアンとイギリス人の志願兵を引き連れてペンシルベニアに侵入し、ハンナズタウンを破壊し、開拓者9名を殺害12名を捕虜にした。これは西部ペンシルベニアで独立戦争中に起こったインディアンによる最大の惨事だった。
ケンタッキーでは、イギリス側のコールドウェル、エリオット、マッキーがインディアン達と大きな攻勢をかける準備をしていたのに対し、アメリカ植民地側も防御を固めた。1782年3月、エスティル砦がワイアンドット族インディアンに攻撃された。この地域の指揮官でローガン基地に駐屯していたベンジャミン・ローガン大佐は、ワイアンドット族戦士達がこの地域では喧嘩腰であることを知った。デトロイトのイギリス軍に援助されていたインディアン達はケンタッキー川沿いにエスティルの基地を過ぎたブーンズボロから襲撃していた。ローガンはエスティル基地にいるエスティル大尉のもとに15名の兵士を派遣し、その部隊をさらに25名増強して、その北と東を偵察しろという命令を持たせた。エスティル大尉はこの命令に従い、ステーションキャンプ・クリークの河口から数マイル下流でケンタッキー川に到着し、その夜はスウィートリック、現在のエスティルスプリングスと呼ばれる所に宿営した。彼らがエスティル基地を出発した1日後の3月20日夜明けに1隊のインディアンが現れ、砦を襲撃して砦から見えるところでアイネス嬢の頭皮を剥いで殺し、エスティル大尉の奴隷であるモンクを捕まえ、牛を全て殺した。インディアン達が退却するや否や、サミュエル・サウスとピーター・ハケットという2人の若者がエスティル隊に追いついてこの出来事を報せるよう派遣された。彼らは3月21日早朝にドローイング・クリークとレッド川の河口近くで部隊を見つけた。砦の40名の兵士の中で、約20名は砦に家族を残していた。彼らは2人の若者と共にエスティル基地に戻った。残りの兵士達はケンタッキー川を渉り、インディアンの足跡を見つけた。エスティル大尉は25名の中隊を編成し、インディアンの跡を付けたが、3月22日、後にリトルマウンテンの戦いと呼ばれるもので、敗北を喫した。
7月、1,000名以上のインディアンがワパトミカに集結したが、クラークがケンタッキーからオハイオを侵略する準備をしているとの斥候の知らせに接し、遠征は中止された。この知らせは後に嘘だと分かったが、コールドウェルはやりくりした300名のインディアンを引き連れてケンタッキーに侵入し、8月のブルーリックスの戦いで壊滅的な打撃を与えた。アメリカ合衆国とイギリスが停戦協議を進めていたので、コールドウェルはそれ以上の攻撃を行うことを止めさせられた。同様に、大陸軍のアービン将軍がオハイオへの遠征の許可を得ていたが、これもキャンセルされた。11月にクラークがオハイオに最後の攻撃を行い、いくつかのショーニー族の集落を破壊したが、住人に大きな被害は出なかった。

## 和平とその後
歴史家デイビッド・カーティス・スキャッグスの表現では、北西部での戦争は「手詰まりで終わった。」最後の年1782年の冬は、両軍とも敵の開拓地を破壊できたが、領地として保持することはできなかった。ショーニー族にとってこの戦争は損失だった。アメリカ側はケンタッキーを守ることに成功し、そこの開拓地を増やしたので、インディアンの主要な狩場が失われた。インディアン達はオハイオ川地域から押し出されており、アメリカ側がインディアンの襲撃を恐れて占領できなかった放棄された土地であるエリー湖盆地に入っていた。
決まりかけていた停戦条約の知らせが1782年遅くに届いた。最終的な条約では、「この条約が締結された時にアメリカ兵は1人としてオハイオ川の北に居なかった」という事実にも拘らず、オハイオ領土がイギリスからアメリカ合衆国に割譲された。イギリスはこの件についてインディアンに何の相談もしなかったし、インディアン達は条約の中身を知らされなかった。インディアン達は直ぐに北西インディアン戦争を開始した。しかし今度はイギリスの明白な介入無しであった。

## 参照
出版された一次資料
- James, James Alton. George Rogers Clark papers. 2 vols.
- Kellogg, Louise P., ed. Frontier Advance on the Upper Ohio, 1778-1779. Madison: State Society of Wisconsin, 1916.
- Frontier Retreat on the Upper Ohio, 1779-1781. Originally published Madison, Wisconsin, 1917. Reprinted Baltimore: Clearfield, 2003. ISBN 0-8063-5191-8.
- Thwaites, Reuben G. and Louise P. Kellogg, eds. Frontier Defense on the Upper Ohio 1777-1778. Orig pub. 1912, Kraus reprint, Millwood, NY 1977.
- The Revolution on the Upper Ohio, 1775-1777. Originally published 1908, Kennikat reprint, Port Washington, NY 1970.

論文
- Belue, Ted Franklin. "Crawford's Sandusky Expedition". The American Revolution, 1775-1783: An Encyclopedia 1: 416-420. Ed. Richard L. Blanco. New York: Garland, 1993. ISBN 0-8240-5623-X.
- Calloway, Colin G. "Captain Pipe." American National Biography. 4: 368-69. Ed. John A. Garraty and Mark C. Carnes. New York: Oxford University Press, 1999. ISBN 0-19-512783-8.
- Clifton, James A. "Dunquat." American National Biography. 7: 105-07. Ed. John A. Garraty and Mark C. Carnes. New York: Oxford University Press, 1999. ISBN 0-19-512786-2.
- Quaife, Milo Milton. "The Ohio Campaigns of 1782". Mississippi Valley Historical Review 17, no. 4 (March 1931): 515-529.

書籍
- Bakeless, John. Background to Glory: The Life of George Rogers Clark. Lincoln: University of Nebraska Press, 1957. Bison Book printing, 1992; ISBN 0-8032-6105-5. Popular history which portrays Clark as a military genius who conquered the Old Northwest. The 1992 introduction by historian James P. Ronda reflects later doubts about this traditional view of Clark.
- Calloway, Colin G. The American Revolution in Indian Country: Crisis and Diversity in Native American Communities. Cambridge University Press, 1995. ISBN 0-521-47149-4 (hardback).
- Dowd, Gregory Evans. A Spirited Resistance: The North American Indian Struggle for Unity, 1745-1815. Baltimore: Johns Hopkins University Press, 1992. ISBN 0-8018-4609-9.
- Downes, Randolph C. Council Fires on the Upper Ohio: A Narrative of Indian Affairs in the Upper Ohio Valley until 1795. Pittsburgh: University of Pittsburgh Press, 1940. ISBN 0-8229-5201-7 (1989 reprint).
- Grenier, John. The First Way of War: American War Making on the Frontier, 1607-1814. Cambridge University Press, 2005. ISBN 0-521-84566-1.
- Hurt, R. Douglas. The Ohio Frontier: Crucible of the Old Northwest, 1720-1830. Bloomington, Indiana: Indiana University Press, 1996. ISBN 0-253-33210-9 (hardcover); ISBN 0-253-21212-X (1998 paperback).
- Kenton, Edna. Simon Kenton: His Life and Period, 1755-1836. Originally published 1930; reprinted Salem, NH: Ayer, 1993.
- Nelson, Larry L. A Man of Distinction among Them: Alexander McKee and the Ohio Country Frontier, 1754-1799. Kent, Ohio: Kent State University Press, 1999. ISBN 0-87338-620-5 (hardcover).
- Nester, William. The Frontier War for American Independence. Mechanicsburg, PA: Stackpole Books, 2004. ISBN 0-8117-0077-1.
- Smith, Thomas H., ed. Ohio in the American Revolution: A Conference to Commemorate the 200th Anniversary of the Ft. Gower Resolves. Columbus: Ohio Historical Society, 1976.
- Sosin, Jack M. The Revolutionary Frontier, 1763-1783. New York: Holt, 1967.
- Van Every, Dale. A Company of Heroes: The American Frontier, 1775-1783. New York: Morrow, 1962. Popular history with emphasis on George Rogers Clark and Joseph Brant.